# Anstalten Holmängen

Anstalten Holmängen var ett fängelse med ungefär 15 anställda, som låg några kilometer utanför Falköping. Anstalten, som hade 34 platser på öppen avdelning, var en filial till anstalten Tidaholm. Holmängen invigdes 2004 i syfte att underlätta utslussning främst för intagna på anstalten Tidaholm, och lades ner 2008-06-08 i besparingssyfte enligt beslut från Kriminalvården.  